# Данило Переира
Данило Переира (порт. Danilo Pereira; Бисао, 9. септембар 1991), познат и као Данило (порт. Danilo), је португалски фудбалер који наступа за Ел Итихад.
Са Португалијом је најзначајнији резултат остварио на Европском првенству 2016. године када је Португалија постала шампион Европе.

## Највећи успеси

### Порто
- Прва лига Португалије (2) : 2017/18, 2019/20.
- Куп Португалије (1) : 2019/20.
- Суперкуп Португалије (2) : 2018, 2020.

### Пари Сен Жермен
- Лига 1 (3) : 2021/22, 2022/23, 2023/24.
- Куп Француске (2) : 2020/21, 2023/24.
- Суперкуп Француске (3) : 2020, 2022, 2023.

### Португал до 20
- Светско првенство до 20 : финале 2011.

### Португал
- Европско првенство (1) :  2016.
- Лига нација (1) :  2018/19.
- Куп конфедерација : треће место  2017.